# Jennings Randolph
Jennings Randolph (Salem, 1902. március 8. – Saint Louis, 1998. május 8.) az Amerikai Egyesült Államok szenátora (Nyugat-Virginia, 1958–1985).